# Cautaban
El Cautaban o Regajillo és un petit riu o riera de la Vall d'Aiora que naix al terme municipal de Teresa de Cofrents, sota el massís del Caroig, passa per Xarafull i desemboca al riu Xúquer dintre el terme de Xalans.
Té uns 20 km de recorregut i rep per l'esquerra el rius d'Aiora (o Reconque) i de Zarra, i per la dreta el barranc o rambla de Murel.